# Tre sorelle (agricoltura)

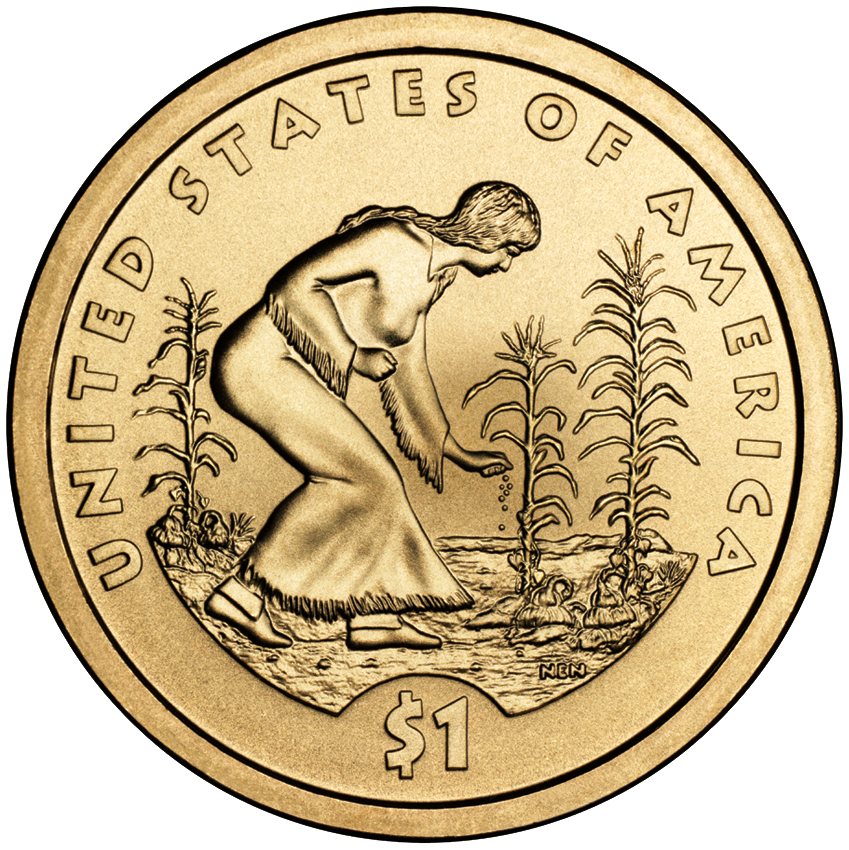
Le tre sorelle sono rappresentate sul verso della moneta da 1 dollaro, dedicata ai popoli nativi americani.

La tecnica agricola mista di colture complementari, detta delle tre sorelle, rappresenta le tre principali colture praticate tradizionalmente da diverse etnie amerinde dell'America del Nord e di quella Centrale : la zucca, il mais ed il fagiolo (abitualmente il Phaseolus acutifolius o Phaseolus vulgaris).

## Tecniche di coltura

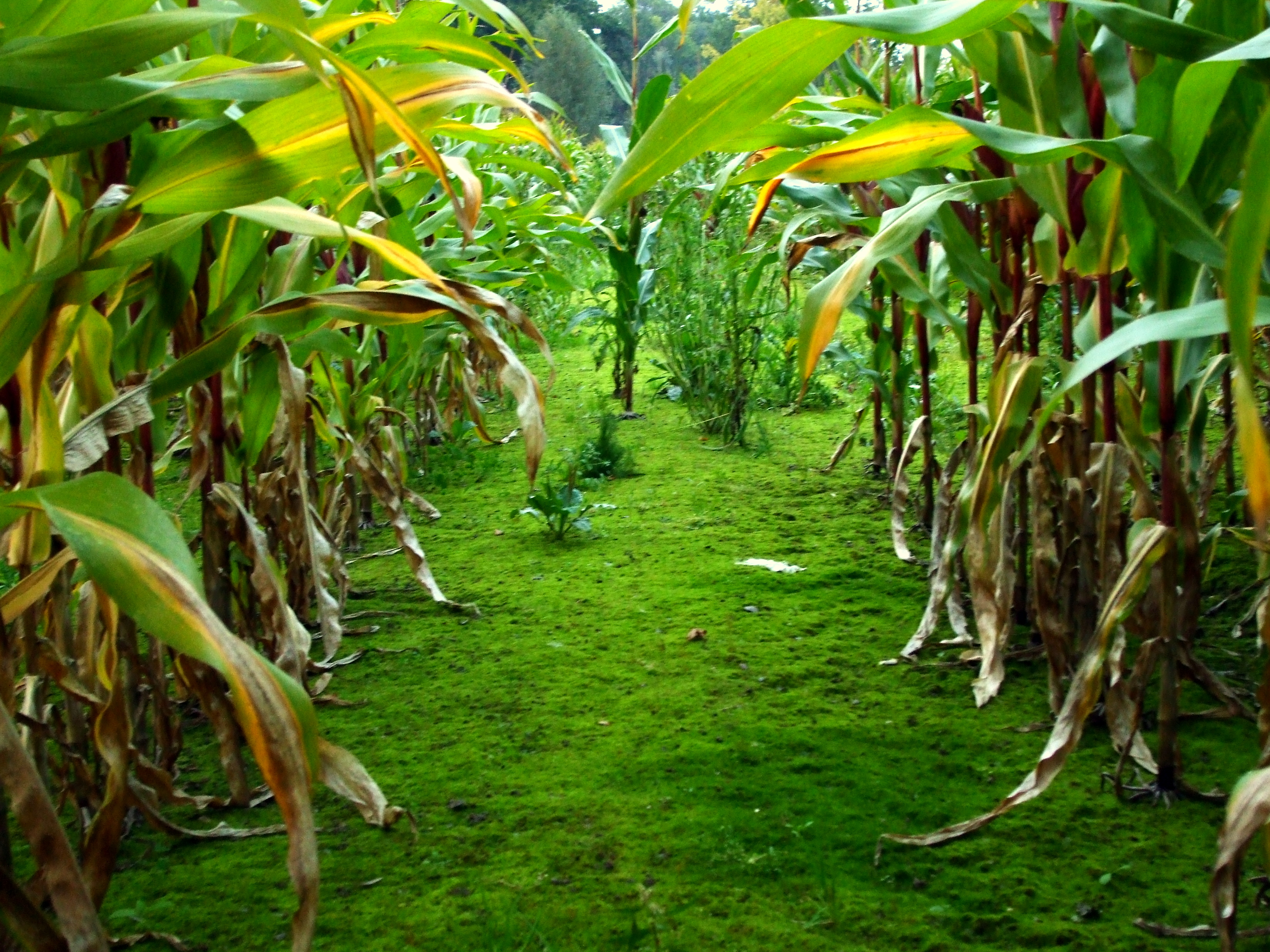
Il mais.

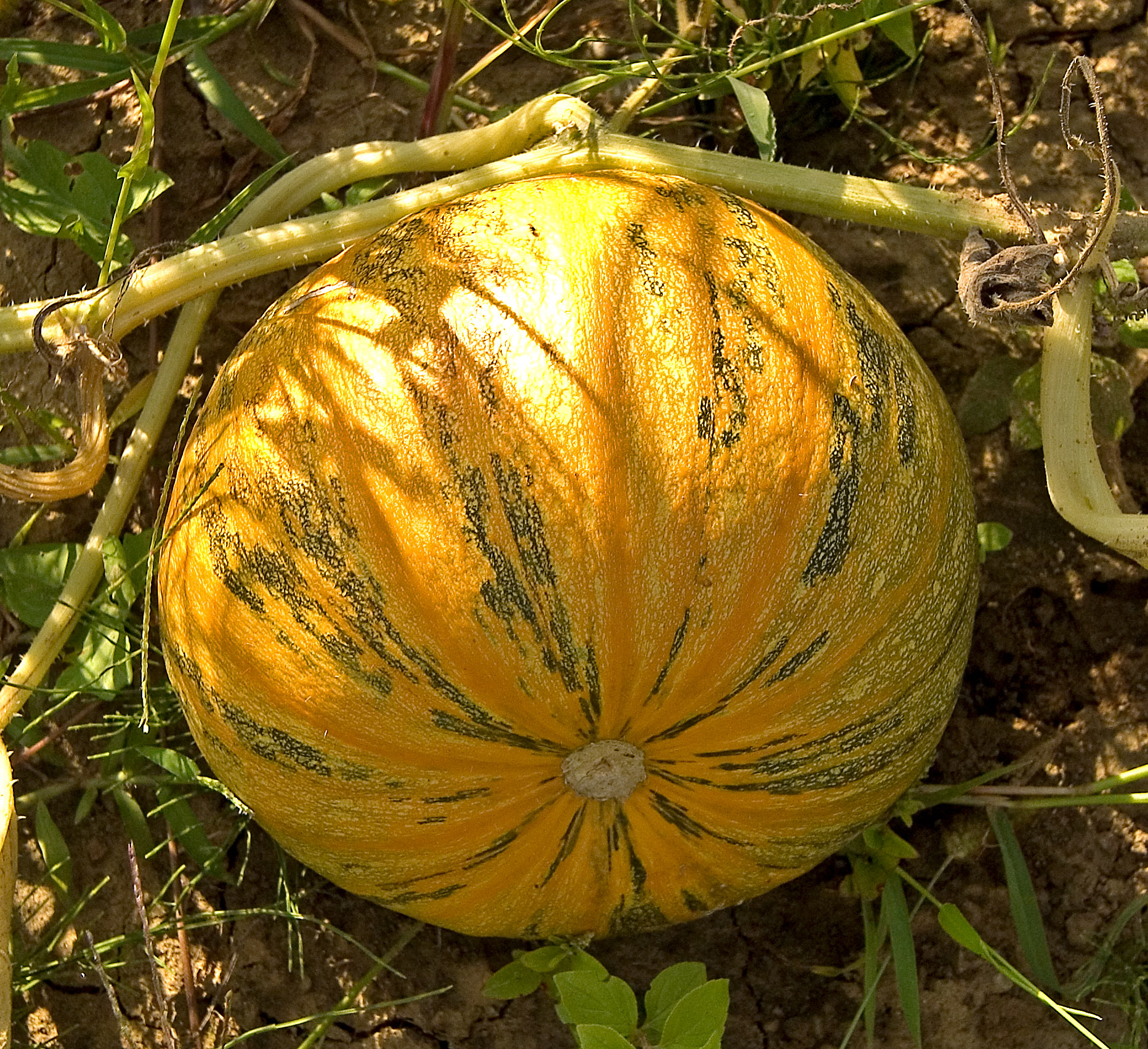
La zucca.

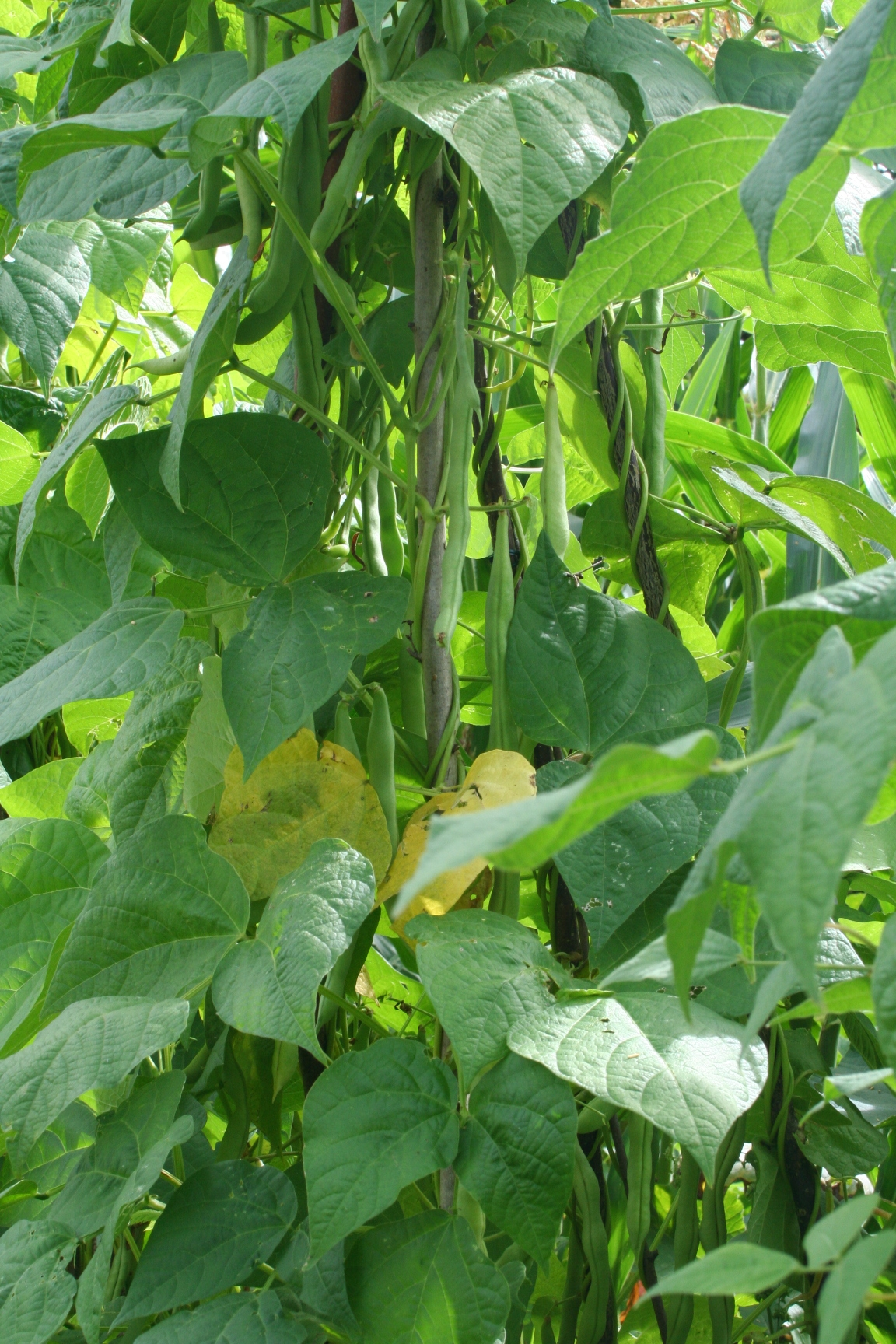
Il fagiolo.

In una tecnica conosciuta come companion planting, le tre colture sono piantate insieme e vicine. Vengono preparate strisce di terra. 
Ogni striscia è alta una trentina di centimetri e larga 50, ed i semi di mais vengono piantati al centro. In alcune zone dell'area atlantica nordorientale, dove il terreno è povero, insieme ai semi viene sepolto anche pesce marcio, come fertilizzante supplementare.  Quando le piantine di granturco raggiungono i 15 cm di altezza, fagioli e zucche sono piantate attorno, alternando i due tipi di piante.
Le tre piante beneficiano l'una dell'altra. Il mais provvede una struttura su cui i fagioli possono arrampicarsi, eliminando la necessità di pali di sostegno. I fagioli creano i composti azotati per fertilizzare il suolo utilizzato dalle altre piante, e le zucche si estendono sul terreno, bloccando la luce solare, ed aiutando a prevenire la crescita di erbacce. Le foglie di zucca funzionano anche come un sistema "Pacciamatura vivente"", creando un microclima che trattiene l'umidità nel suolo.

## Dieta
Mais, zucca e fagioli costituiscono anche una dieta equilibrata, in quanto il mais fornisce carboidrati, la zucca vitamine e sali minerali, e i fagioli a loro volta vitamine, sali minerali e proteine. Al mais mancano gli amminoacidi lisina e triptofano, di cui il corpo umano ha bisogno, ma i fagioli li contengono entrambi. Le tre sorelle hanno costituito storicamente la dieta principale delle popolazioni native americane, occasionalmente integrata con i prodotti della caccia e della pesca.

## Storia

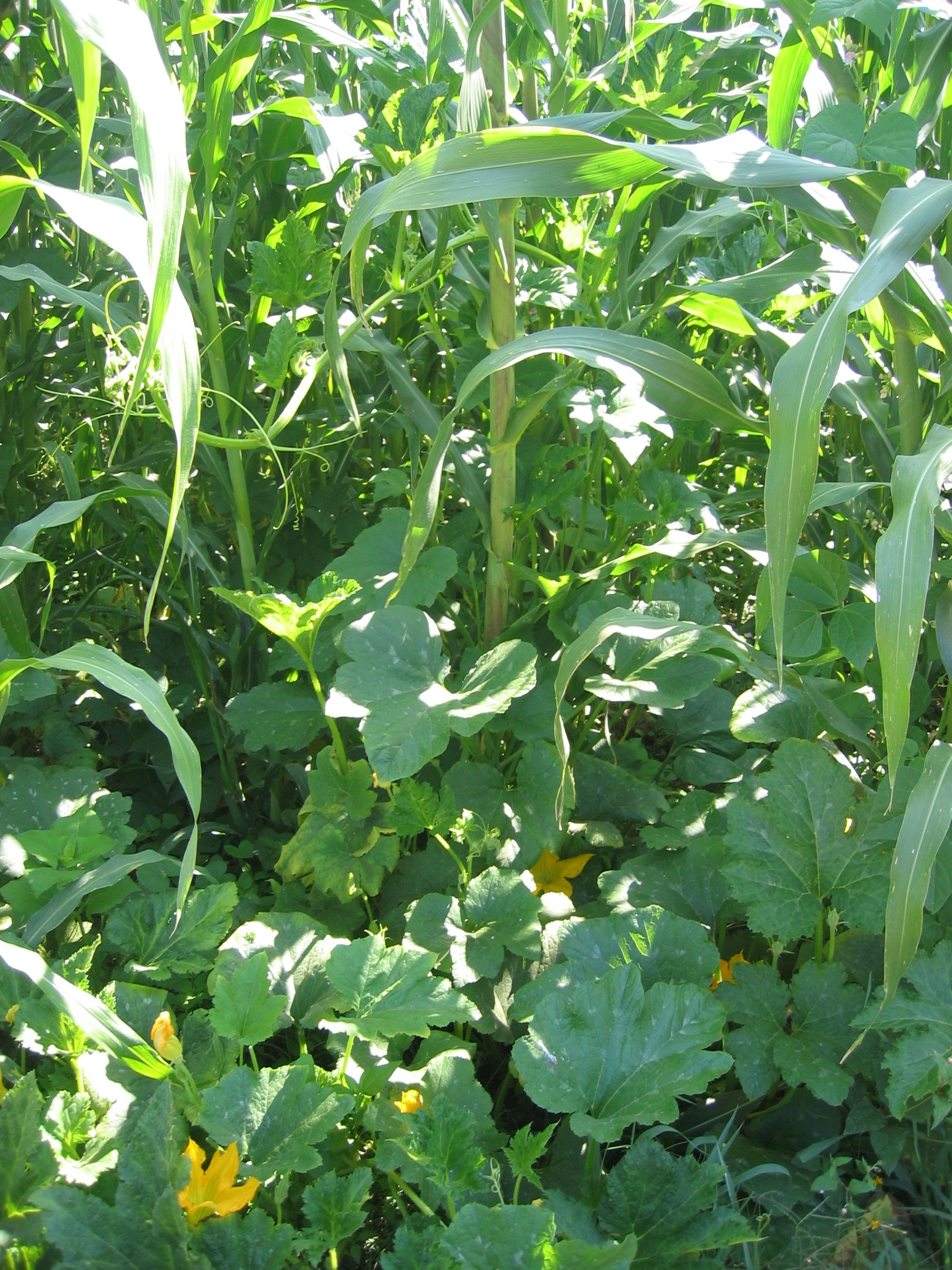
Associazione zucca-fagiolo-maïs in una milpa.

Il processo per lo sviluppo di queste conoscenze agricole ha avuto luogo nel corso di 5000-6500 anni. Le zucche sono state coltivate per prime 8000-10000 anni fa, poi il mais ed infine i fagioli.
Originatasi nella mesoamerica, la tecnica delle tre sorelle si diffuse progressivamente anche in nordamerica, tra quelle culture che praticavano l'agricoltura.
La dieta Maya si concentrava sulle tre sorelle. Tra le tre, il mais era il componente centrale della dieta degli antichi Maya e figurava in modo prominente nella mitologia e religione Maya, tanto che essi avevano anche una divinità dedicata al mais, Yum Kaax. Le prove archeologiche suggeriscono che il Chapalote-Nal-Tel fosse la specie di mais più consumata; tuttavia, è probabile che anche altri venissero sfruttati. Il mais veniva usato e mangiato in vari modi, ma era sempre nixtamalizzato.
Mais, zucca e fagioli furono piantati a partire circa dall'800 d.C. nella più grande città dei nativi americani a nord del Rio Grande, Cahokia. I raccolti delle tre sorelle furono responsabili del surplus agricolo che creò una vasta popolazione in tutta la valle del fiume Mississippi e degli affluenti, creando la Cultura del Mississippi, che fiorì dall'800 al 1600 d.C. circa, ovvero fino al contatto con gli esploratori spagnoli.
La cultura delle tre sorelle era presente anche tra gli Irochesi, la cui civiltà fiorì circa tra il X e il XVIII secolo d.C. Tra di essi, erano le donne le principali responsabili della coltivazione. Gli uomini erano spesso assenti dai villaggi per lunghi periodi di tempo, per spedizioni di caccia, missioni diplomatiche o per le numerose guerre a cui tale popolo prese parte. Gli uomini prendevano parte alla preparazione iniziale del terreno, dopodiché le donne si occupavano delle operazioni di semina, diserbo e raccolta.
I nativi del Nord America sono noti anche per le variazioni apportate alle coltivazioni di tre sorelle.. Gli Anasazi erano noti per aver adottato questa struttura di orti in aree desertiche. I Tewa ed altre popolazioni del Sud-ovest degli Stati Uniti spesso includevano una "quarta sorella", la Cleome serrulata, conosciuta come "pianta delle api delle Montagne rocciose", che attira le api per aiutare l'impollinazione dei fagioli e delle zucche.
La tecnica delle tre sorelle è diffusa ancora oggi. Le milpa della Mesoamerica sono fattorie o orti che utilizzano la tecnica del companion planting su larga scala.

## Galleria d'immagini

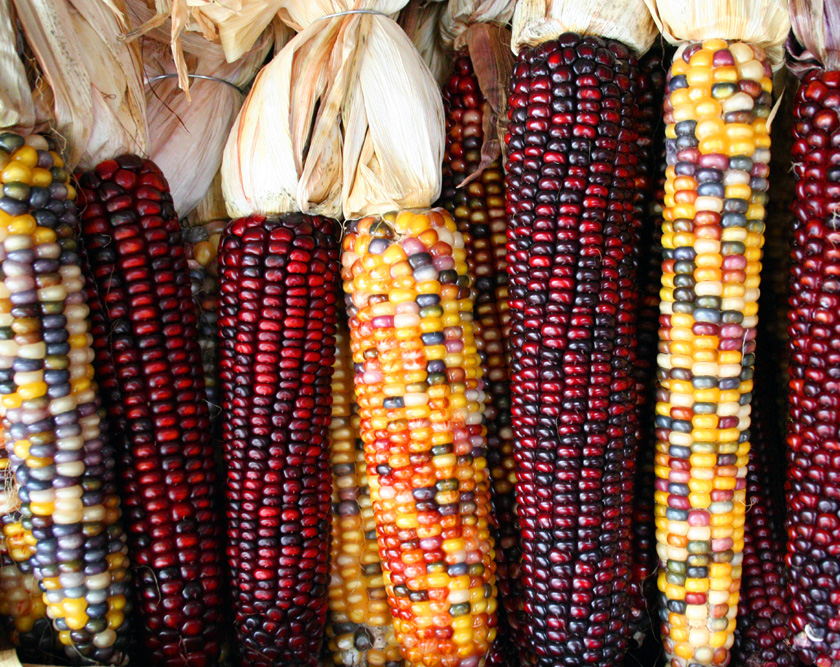
Mais
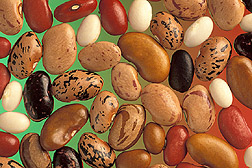
Phaseolus vulgaris
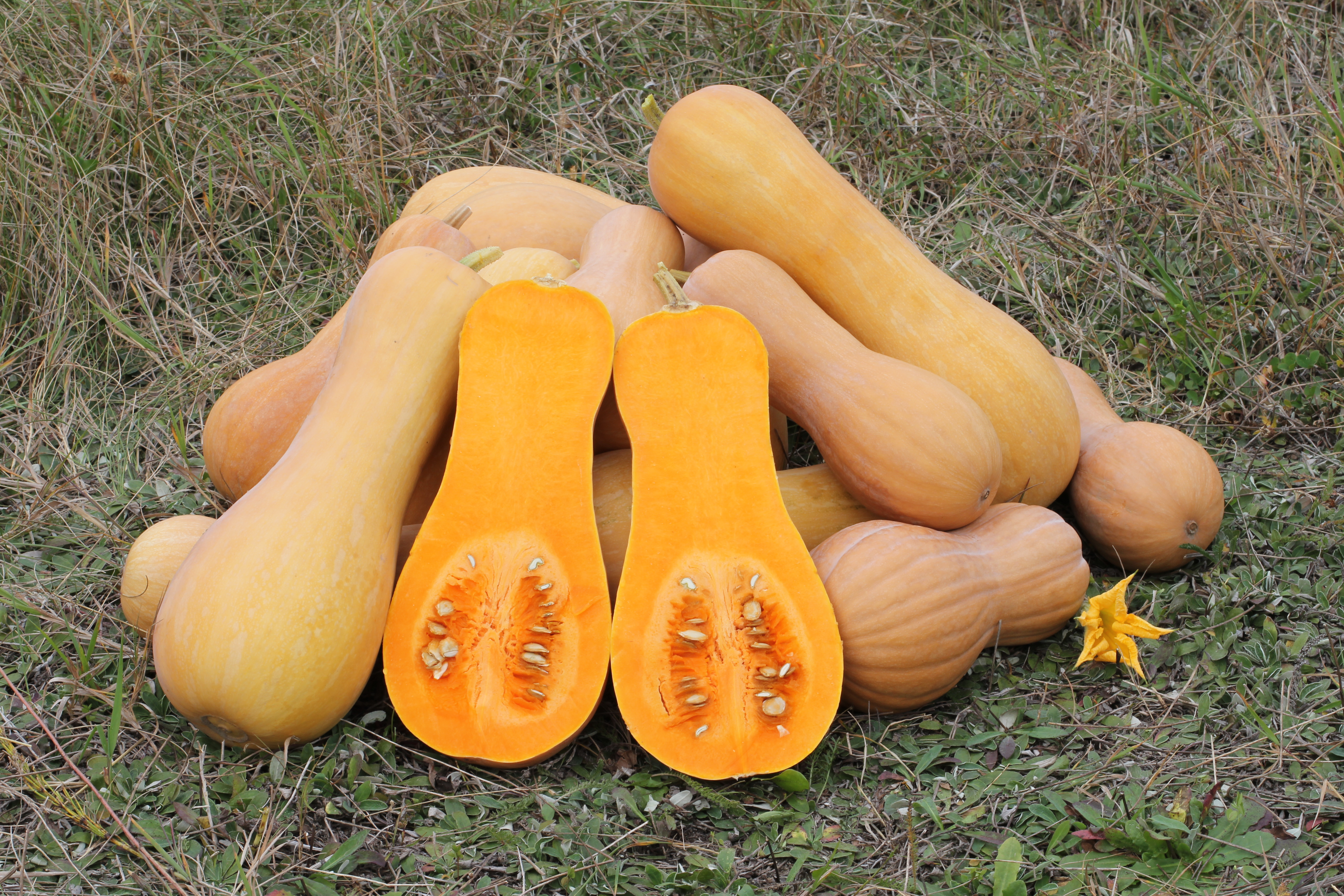
Un tipo di zucca invernale.